# Egebjergskolen (Ballerup)
 For alternative betydninger, se Egebjergskolen. (Se også artikler, som begynder med Egebjergskolen)
Egebjergskolen er en folkeskole i byen Ballerup i Ballerup Kommune i Region Hovedstaden.
Skolen blev bygget i 1973-1979, og det nuværende grundareal er 13.500 m², og der gik i skoleåret 2020/2021 990 elever på skolen.
I 1999 påbegyndtes en renovering af C-afdelingen, hvilket betyder, at denne i dag er i besiddelse af naturligt ventilationssystem, nyt tag, ovenlysvinduer og nye vægge og gulve.
Efter sommerferien 2007, er Højagerskolens ADHD klasser flyttet til Egebjerg. Oprindelig var dette tænkt som en smart feature. Da der kom nye elever til Højagerskolen, ville man spare penge ved at flytte ADHD klasserne til eksisterende lokaler. Desværre har ombygningen kostet hele besparelsen væk.
Skolen hedder i dag Skovejens Skole afd. øst efter en sammenlægning i 2015 med Højagerskolen, som kom til at hedde Skovvejens Skole afd. vest.

## Karakterer
Karaktergennemsnittet for afgangsprøverne aflagt på Egebjergskolens de seneste år kan ses på Undervisningsministeriets hjemmeside Arkiveret 10. marts 2007 hos  Wayback Machine

## Ekstern henvisning
- Skolens hjemmeside Arkiveret 15. december 2009 hos  Wayback Machine

|  | Denne artikel om en bygning eller et bygningsværk kan blive bedre, hvis der indsættes et (bedre) billede. Du kan hjælpe ved at afsøge Wikimedia Commons for et passende billede eller lægge et op på Wikimedia Commons med en af de tilladte licenser og indsætte det i artiklen. |

| Skole | Spire Denne artikel om en skole, en uddannelsesinstitution eller uddannelse er en spire som bør udbygges. Du er velkommen til at hjælpe Wikipedia ved at udvide den. |

55°45′0.96″N 12°22′50.98″Ø / 55.7502667°N 12.3808278°Ø